# Felicity Huffmanová
Felicity Kendall Huffmanová (nepřech. Huffman, * 9. prosince 1962 Bedford) je americká herečka. Nejznámější je díky roli Lynett Scavové ze seriálu Zoufalé manželky, za níž získala cenu Emmy. Za roli ve filmu Transamerika získala Zlatý glóbus.

## Život a kariéra
Je dcerou herečky Grace Valle a bankéře Moorea Peters Huffmana. Rodiče se rozvedli rok po jejím narození a ona vyrůstala převážně u matky. Má šest sester a bratra. Studovala v Michiganu a New Yorku.
Kromě Zoufalých manželek a Transamerika se objevila také v seriálech Studio sport, Frasier, Západní křídlo, Studio 60 a Manželská krize. Objevila se také ve filmech Život s Helenou (2004) nebo Vánoce naruby (2004). Za roli Lynette Scavové ze seriálu Zoufalé manželky byla nominována na Zlatý glóbus, za roli ve filmu Transamerika (2005) získala Zlatý glóbus a nominaci na Oscara.
Jejím manželem je William H. Macy, se kterým má dvě dcery (Sofia a Georgia). V roce 2019 byla odsouzena za úplatky a podvod v souvislosti s přijímacími zkouškami její dcery Sofie na vysokou školu k vězení, pokutě a veřejně prospěšným pracím. V souvislosti s tím, co předcházelo odsouzení, s ní omezila spolupráci společnost Netflix.

## Filmografie

### Film
| Rok  | Název                                             | Role               | Poznámky                                                                                            |
| ---- | ------------------------------------------------- | ------------------ | --------------------------------------------------------------------------------------------------- |
| 1988 | S mafií v patách                                  |                    | |
| 1990 | Zvrat štěstěny                                    | Minnie             | |
| 1992 | Pohyblivý písek: Není úniku                       | Julianna Reinhardt | |
| 1995 | Nebezpečná síť                                    | prokurátorka       | |
| 1997 | Labyrint lží                                      | Pat McCune         | |
| 1999 | Magnolia                                          | Cynthia            | |
| 2002 | Od dveří ke dveřím                                | Joeyho máma        | nebyla uvedena v titulcích                                                                          |
| 2003 | House Hunting                                     | Sheila             | |
| 2004 | Život s Helenou                                   | Lindsay Davis      | |
| 2004 | Vánoce naruby                                     | Merry              | |
| 2005 | Transamerika                                      | Bree               | Zlatý glóbus v kategorii Nejlepší herečka v dramatu nominace na Oscara v kategorii Nejlepší herečka |
| 2006 | Choose Your Own Adventure: The Abominable Snowman | Pilot Nima (hlas)  | |
| 2007 | Darius Goes West                                  | Samu sebe          | |
| 2007 | Vlastní pravidla                                  | Lilly              | |
| 2008 | Phoebe v říši divů                                | Hillary Lichten    | |
| 2010 | Lesster                                           | Paní Geary         | také scenáristka a režisérka                                                                        |
| 2013 | Věř mi                                            | Agnes              | |
| 2014 | Bez kormidla                                      | Emily              | |
| 2014 | Sejmi prezidenta                                  | Ředitelka CIA      | |
| 2014 | Dort                                              | Annette            | |
| 2015 | Stealing Cars                                     | Kimberly Wyatt     | |
| 2015 | Zendog                                            | Nicole             | |
| 2017 | Krystal                                           | Poppy              | |
| 2019 | Otherhood                                         | Helen Halstone     | |

### Televize
| Rok       | Název                         | Role                           | Poznámky |
| --------- | ----------------------------- | ------------------------------ | --- |
| 1978      | ABC Afterschool Specials      | Sara Greene                    | díl: A Home Run for Love |
| 1988      | Lip Service                   |                                | televizní film |
| 1991      | Zlaté časy                    | Terry Spann                    | limitovaný seriál |
| 1992      | Raven                         | Sharon Prior                   | díl: And Everything Nice |
| 1992      | Vodní motor                   | tančící dívka                  | televizní film |
| 1992      | Podstata spravedlnosti        | Annie                          | televizní film |
| 1992–1997 | Právo a pořádek               | Diane Perkins / Hillary Colson | 2 díly |
| 1993      | Akta X                        | Dr. Nancy Da Silva             | díl: Led |
| 1996      | Bedtime                       | Donna                          | limitovaný seriál |
| 1996      | Harrisonův případ             | Peggy Macklin                  | televizní film |
| 1996      | Předčasné vydání              | detektiv Tagliatti             | díl: Pilot |
| 1997      | Nemocnice Chicago Hope        | Ellie Stockton                 | díl: Take My Wife, Please |
| 1998–2000 | Studio sport                  | Dana Whitaker                  | 45 dílů nominace na Zlatý glóbus v kategorii Nejlepší herečka v komediálním nebo muzikálovém seriálu                                                                                 |
| 1999      | Taková malá vražda            | Kit Wannamaker                 | televizní film |
| 2001      | Západní křídlo                | Ann Stark                      | díl: The Leadership Breakfast |
| 2001      | Unáhlené rozhodnutí           | Carrie Dixon                   | televizní film |
| 2002      | Cesta do války                | Lady Bird Johnson              | televizní film |
| 2002      | Girls Club                    | Marcia Holden                  | díl: Pilot |
| 2002–2003 | Kim Possible                  | Dr. Betty Director (hlas)      | 2 díly |
| 2003      | Frasier                       | Julia Wilcoxová                | vedlejší role, 8 dílů |
| 2003      | Out of Order                  | Lorna Colm                     | limitovaný seriál |
| 2004      | The D.A.                      | Charlotte Ellis                | vedlejší role, 3 díly |
| 2004      | Napravitelné chyby            | Gillian Sullivan               | televizní film |
| 2004–2012 | Zoufalé manželky              | Lynette Scavová                | 180 dílů cena Emmy v kategorii Nejlepší herečka v komediálním seriálu (+ 1 nominace) 3× nominace na Zlatý glóbus v kategorii Nejlepší herečka v komediálním nebo muzikálovém seriálu |
| 2006      | Studio 60 on the Sunset Strip | Samu sebe                      | díl: Pilot |
| 2015–2017 | American Crime                | Barb Hanlon/Leslie Graham      | 29 dílů |
| 2017      | BoJack Horseman               | Samu sebe (hlas)               | díl: Stupid Piece of Sh*t" and "The Judge |